# برگ زرد پاییزی
برگ زرد پاییزی نام کتابی از حسن تهرانی در حوزهٔ ادبیات کودک و نوجوان است. تهرانی برای نگارش این کتاب، برگزیدهٔ نهمین دورهٔ کتاب سال ایران شد.